# بیمه آسیا
بیمه آسیا یک شرکت بیمه ایرانی است. شرکت سهامی بیمه آسیا در سال ۱۳۳۸ به منظور انجام انواع معاملات بیمه‌ای و عملیات بازرگانی تأسیس شد. این شرکت بعد از بیمه ایران قدیمی‌ترین شرکت بیمه در ایران است.
بیمه آسیا، با بیش از ۳۵۰۰ پرسنل ،۱۰۰ شعبه، ۱۰ سرپرستی و بیش از ۴۰۰۰ نماینده حقیقی و حقوقی و حدود ۱۷۰۰ نماینده بیمه عمر، در سرار کشور مشغول فعالیت می‌باشد.
در سال ۱۳۸۸ بر اساس سیاست‌های کلی اصل ۴۴ قانون اساسی در زمره شرکت‌های مشمول واگذاری به بخش خصوصی قرار گرفت و بدین ترتیب به عنوان بزرگ‌ترین شرکت بیمه خصوصی کشور به فعالیت‌های خود ادامه می‌دهد. در حال حاضر بانک ملت با ۲۰ درصد از کل سهام بیمه آسیا، بزرگ‌ترین سهامداران این شرکت می‌باشد.
هم چنین این شرکت طبق صورت‌های مالی سال ۱۴۰۳ بر اساس گزارش فعالیت ماهانه تا پایان ۱۴۰۳/۱۲/۲۹، با رقمی معادل ۴۶۰٫۰۰۰٫۰۰۰٫۰۰۰٫۰۰۰ ریال رتبه اول تولید بیمه نامه را کسب کرده است.

## رتبه‌بندی بیمه آسیا در انواع بیمه نامه
بر اساس صورت‌های مالی اعلامی شرکت‌های بیمه در سایت کدال تا پایان سال ۱۴۰۳:
- درمان تکمیلی: رتبه ۳ کشور
- عمر: رتبه ۳ کشور
- ثالث اجباری خودرو: رتبه ۱ کشور
- ثالث مازاد و دیه: رتبه ۱ کشور
- حوادث سرنشینان: رتبه ۱ کشور
- بدنه خودرو: رتبه ۱ کشور
- آتش‌سوزی: رتبه ۲ کشور
- باربری: رتبه ۱ کشور
- مسئولیت: رتبه ۲ کشور
- مهندسی: رتبه ۲ کشور
- کشتی: رتبه ۴ کشور
- نفت و انرژی: رتبه ۳ کشور
- حوادث: رتبه ۲ کشور

## رتبهٔ بیمه آسیا در بین شرکت‌های برتر کشور
بیمه آسیا درسال ۱۴۰۲ برای هفتمین سال، رتبه اول شرکت‌های بیمه خصوصی گروه موسسات بیمه ای شرکت‌های برتر ایران را کسب کرد و در میان یکصد شرکت برتر ایران جایگاه ۵۲ را به خود اختصاص داد.
بنابر اعلام مرکز رتبه‌بندی شرکت‌های برتر سازمان مدیریت صنعتی(IMI 100) بیمه آسیا در بیست و ششمین سال رتبه‌بندی شرکت‌های برتر ایران و در میان ۱۰۰ شرکت برتر کشور با در نظر گرفتن ۳۳ شاخص از جمله فروش، نقدینگی، ارزش افزوده، بهره‌وری، ارزش و بازده بازار، دارایی و نیروی انسانی، رتبه اول شرکت‌های بیمه خصوصی گروه موسسات بیمه ای شرکت‌های برتر ایران را کسب کرد و درمیان یکصد شرکت برتر ایران، جایگاه ۵۲ را به خود اختصاص داد.
بیمه آسیا به عنوان بزرگ‌ترین بیمه خصوصی کشور با توانگری مالی سطح یک، در شش دوره، رتبه اول گروه موسسات بیمه ای شرکت‌های برتر ایران را کسب کرده است.

## خسارت‌های مهم بیمه آسیا
- پرداخت دیه فوت ۵۲ نفر از کارگران حادثه انفجار معدن زغال سنگ طبس به مبلغ ۶۰۰٫۰۰۰٫۰۰۰٫۰۰۰ ریال در سال ۱۴۰۳
- پرداخت خسارت آتش‌سوزی کارخانه کروز به مبلغ ۶۵۰٫۰۰۰٫۰۰۰٫۰۰۰ ریال در سال ۱۳۹۶
- پرداخت خسارت آتش‌سوزی کارخانه الکترواستیل به مبلغ ۵٫۵۰۰٫۰۰۰٫۰۰۰٫۰۰۰ ریال در سال ۱۴۰۲
- پرداخت خسارت آتش‌سوزی داروسازی امین به مبلغ ۶۷۰٫۰۰۰٫۰۰۰٫۰۰۰ ریال در سال ۱۴۰۲
- پرداخت خسارت کشتی نوید به مبلغ ۳۶٫۰۰۰٫۰۰۰٫۰۰۰ ریال در سال ۱۳۸۷
- پرداخت خسارت کارخانه صنایع کاغذی زرین برگ به مبلغ ۴۵۲٫۰۰۰٫۰۰۰٫۰۰۰ ریال در سال ۱۴۰۱
- پرداخت خسارت ارزی چاه نفت آذر یک در منطقه انارنان ایلام به مبلغ ۲۶٫۵۰۰٫۰۰۰ دلار در سال ۱۳۸۴
- پرداخت خسارت ارزی، حادثه برای یک فروند از هواپیماهای شرکت هواپیمایی ماهان به مبلغ ۱۵٫۰۰۰٫۰۰۰ دلار در سال ۱۳۸۴
- پرداخت خسارت آتش‌سوزی کارخانه پردیس کاغذ پارسیان به مبلغ ۱۰۶٫۰۰۰٫۰۰۰٫۰۰۰ ریال در سال ۱۳۹۹
- پرداخت خسارت آتش‌سوزی شرکت آیچین تجارت ارس به مبلغ ۴۰۰٫۰۰۰٫۰۰۰٫۰۰۰ ریال در سال ۱۴۰۱

## مدیران عامل
1. مجتبی حیدری(اکنون)
2. مسعود بادین[۳] (۱۳۹۷–۱۴۰۳)
3. ابراهیم کاردگر[۴] (۱۳۹۲–۱۳۹۷)
4. عباس حاج فتحعلی ها[۵] (۱۳۸۷–۱۳۹۲)
5. سید محمدعلی علیپور یزدی[۶] (۱۳۸۷–۱۳۹۰)
6. معصوم ضمیری[۷] (۱۳۶۴–۱۳۸۶)